# Handball-DDR-Oberliga (Männer) 1987/88
Mit der Handball-DDR-Oberliga der Männer 1987/88 wurde in dieser Saison, in der höchste Spielklasse im Hallenhandball der DDR der 38. DDR-Meister in dieser Sportart ermittelt.

## Saisonverlauf
Die Oberligasaison begann am 16. September 1987 und wurde mit dem 18. Spieltag am 2. April 1988 abgeschlossen. Die zehn beteiligten Mannschaften traten gegeneinander in Hin- und Rückspielen im Wechsel zuhause oder auswärts an. Neuer DDR-Meister wurde der SC Magdeburg, der zum neunten Mal Titelträger im Hallenhandball wurde. Spannend bis zum Schluss verlief die Meisterschaft, da am letzten Spieltag noch vier Mannschaften den Meistertitel erringen konnten. Magdeburg mit der besten Ausgangslage, sicherte sich den Titel durch einen Sieg in Leipzig. Auf den Plätzen folgten die punktgleichen Mannschaften vom ASK Vorwärts Frankfurt und Dynamo Berlin, wo die Spiele gegeneinander über die endgültige Platzierung entschieden. Obwohl nur drei Punkte hinter dem Spitzenreiter liegend, wurde der Titelverteidiger SC Empor Rostock nur Vierter. Dies lag vor allem an der schwachen Abwehr, die mit den 402 Gegentoren die drittschlechteste Bilanz in der Oberliga aufzuweisen hatte. Wieder belegten die fünf beteiligten Sportclubs das Vorderfeld der Tabelle, auf Platz sechs folgte mit Motor Eisenach die beste Betriebssportgemeinschaft. Da die Oberliga in der Saison 1988/89 auf zwölf Mannschaften aufgestockt wurde, gab es 1988 keinen direkten Absteiger. Der Tabellenletzte, die BSG SVKE Britz spielte in einer Qualifikationsrunde mit den Tabellenzweiten der beiden DDR-Liga-Staffeln um den letzten freien Platz im Oberhaus. In dieser belegte Britz den dritten Rang und stieg nach einem Jahr in die Zweitklassig ab.

## Tabellen

### Abschlusstabelle
| Pl. | Mannschaft               | Sp. | S  | U | N  | Tore    | Punkte |
| --- | ------------------------ | --- | -- | - | -- | ------- | ------ |
| 1.  | SC Magdeburg             | 18  | 14 | 1 | 3  | 448:359 | 29:70  |
| 2.  | ASK Vorwärts Frankfurt   | 18  | 13 | 2 | 3  | 407:359 | 28:80  |
| 3.  | SC Dynamo Berlin         | 18  | 14 | 0 | 4  | 441:384 | 28:80  |
| 4.  | SC Empor Rostock (M/P)   | 18  | 11 | 4 | 3  | 455:402 | 26:10  |
| 5.  | SC Leipzig               | 18  | 9  | 2 | 7  | 380:352 | 20:16  |
| 6.  | BSG Motor Eisenach       | 18  | 5  | 2 | 11 | 357:383 | 12:24  |
| 7.  | BSG Post Schwerin        | 18  | 5  | 1 | 12 | 332:382 | 11:25  |
| 8.  | SG Dynamo Halle-Neustadt | 18  | 4  | 2 | 12 | 345:399 | 10:26  |
| 9.  | BSG Wismut Aue (N)       | 18  | 2  | 5 | 11 | 354:411 | 09:27  |
| 10. | BSG SVKE Britz (N)       | 18  | 3  | 1 | 14 | 353:441 | 07:29  |

1. ↑  Schlacht- und Verarbeitungskombinat Eberswalde Britz

Legende:
  DDR-Meister und Teilnehmer am Europapokal der Landesmeister 1988/89 
  FDGB-Pokalsieger und Teilnehmer am Europapokal der Pokalsieger 1988/89 
  Teilnehmer am IHF-Pokal 1988/89 
  Teilnehmer an der Qualifikationsrunde zur DDR-Oberliga 
 (M) DDR-Meister 1987, (P) FDGB-Pokalsieger 1987, (N) Aufsteiger aus der DDR-Liga 1986/87

### Kreuztabelle
| 1987/88 16. September 1987 – 2. April 1988 | 1987/88 16. September 1987 – 2. April 1988 | SC Magdeburg | ASK Vorwärts Frankfurt | SC Dynamo Berlin | SC Empor Rostock | SC Leipzig | BSG Motor Eisenach | BSG Post Schwerin | SG Dynamo Halle-Neustadt | BSG Wismut Aue | BSG SVKE Britz |
| ------------------------------------------ | ------------------------------------------ | ------------ | ---------------------- | ---------------- | ---------------- | ---------- | ------------------ | ----------------- | ------------------------ | -------------- | -------------- |
| 01.                                        | SC Magdeburg                               |              | 27:19                  | 26:23            | 30:24            | 28:21      | 23:15              | 31:16             | 28:16                    | 27:15          | 35:21          |
| 02.                                        | ASK Vorwärts Frankfurt                     | 20:19        |                        | 27:21            | 28:21            | 24:20      | 22:17              | 20:17             | 29:19                    | 26:17          | 25:17          |
| 03.                                        | SC Dynamo Berlin                           | 20:19        | 21:22                  |                  | 23:14            | 24:22      | 26:20              | 28:20             | 28:20                    | 21:18          | 29:16          |
| 04.                                        | SC Empor Rostock                           | 29:23        | 24:24                  | 31:25            |                  | 19:17      | 21:21              | 29:22             | 34:20                    | 27:18          | 34:22          |
| 05.                                        | SC Leipzig                                 | 18:19        | 22:18                  | 24:28            | 23:23            |            | 21:16              | 21:19             | 24:17                    | 22:14          | 28:18          |
| 06.                                        | BSG Motor Eisenach                         | 19:22        | 17:20                  | 20:22            | 20:23            | 17:20      |                    | 17:15             | 19:19                    | 27:20          | 22:21          |
| 07.                                        | BSG Post Schwerin                          | 20:24        | 20:22                  | 18:22            | 20:26            | 19:18      | 18:17              |                   | 17:16                    | 24:21          | 23:22          |
| 08.                                        | SG Dynamo Halle-Neustadt                   | 21:22        | 19:18                  | 21:23            | 19:19            | 18:21      | 19:21              | 23:19             |                          | 20:19          | 23:18          |
| 09.                                        | BSG Wismut Aue                             | 17:17        | 21:21                  | 20:28            | 26:28            | 16:16      | 23:25              | 25:25             | 18:16                    |                | 26:21          |
| 10.                                        | BSG SVKE Britz                             | 25:28        | 20:22                  | 26:29            | 21:29            | 15:22      | 28:27              | [ O 1 ]           | 22:19                    | 20:20          |                |

1. ↑   BSG SVKE Britz – BSG Post Schwerin 25:21 (8. Spieltag); Wertung 2:0 Punkte und 0:0 Tore für Schwerin

### Torschützenliste
|     | Spieler             | Verein                 | Tore / 7 m |
| --- | ------------------- | ---------------------- | ---------- |
| 01. | Georg Rothenburger  | BSG Wismut Aue         | 148 / 42   |
| 02. | Rüdiger Borchardt   | SC Empor Rostock       | 127 / 41   |
| 03. | Klaus Gruner        | BSG SVKE Britz         | 106 / 52   |
| 04. | Olaf Pleitz         | ASK Vorwärts Frankfurt | 105 / 37   |
| 05. | Frank-Michael Wahl  | SC Empor Rostock       | 101 / 10   |
| 06. | Mike Fuhrig         | SC Leipzig             | 098 / 16   |
| 07. | Peter Pysall        | SC Magdeburg           | 094 / 33   |
| 08. | Volker Musick       | BSG SVKE Britz         | 091 / 27   |
| 09. | Frank Gießler       | BSG Motor Eisenach     | 077 / 18   |
| 10. | Stephan Hauck       | SC Dynamo Berlin       | 075 / 05   |
| 11. | Jürgen Querengässer | SC Dynamo Berlin       | 073 / 32   |
| 12. | Jens Fiedler        | SC Magdeburg           | 072 / 06   |
| 12. | Heiko Triepel       | SC Magdeburg           | 072 / 14   |

## Statistik
In der Oberligasaison 1987/88 wurden 90 Punktspiele ausgetragen und 3.872 Tore erzielt (≈ 43 Treffer pro Spiel). Die meisten Tore erzielte Titelverteidiger SC Empor Rostock, dessen Spieler 455-mal trafen. Meister SC Magdeburg war am torreichsten Spiel beteiligt, das Heimspiel gegen SVK Eberswalde-Britz endete 35:21. Erfolgreichster Torschütze war Georg Rothenburger von der BSG Wismut Aue, der 148 Treffer erzielte, davon 42 als Siebenmeterschütze. In der Saison wurden 840 Siebenmeter gegeben, von denen 617 (≈ 73 %) verwandelt wurden. Herausstellungen (2-Minuten-Zeitstrafe) gab es 670, wobei Holger Langhoff von Empor Rostock mit 15 die meisten erhielt. Es gab während der Saison vier Tabellenführer: SC Dynamo Berlin (10×), SC Empor Rostock (4×), SC Magdeburg (3×), ASK Vorwärts Frankfurt (1×).

## Meistermannschaft
| SC Magdeburg          | SC Magdeburg |
| --------------------- | --- |
| Logo vom SC Magdeburg | Tor: Wieland Schmidt (14/–), Gunar Schimrock (17/–), Jörg Engelhardt (3/–) Feldspieler: Holger Winselmann (18/52), Heiko Triepel (18/72), Andreas Fink (17/13), Peter Pysall (17/94), Jens Fiedler (18/72), Dirk Schnell (18/61), Heiner Benecke (15/8), Jörg Brech (14/14), Lars Becker (11/14), Ingolf Wiegert (7/35), Andreas Frank (7/10), Ulf Brothuhn (4/2), Holger Schulz (2/–), Uwe Beye (1/1) – (Spiele/Tore) Trainer: Klaus Miesner und Hartmut Krüger |

## Qualifikationsrunde zur DDR-Oberliga
Durch die Aufstockung der Handball-DDR-Oberliga zur Folgesaison auf zwölf Mannschaften, wurde in einer Qualifikationsrunde der letzte freie Platz ausgespielt. An dieser nahmen der DDR-Oberliga-Zehnte (BSG SVKE Britz) und die beiden aufstiegsberechtigten DDR-Liga-Zweiten (SG Lok/Motor Süd-Ost Magdeburg und ASG Offiziershochschule Löbau) teil.

### Spiele
| Datum            |                                | Ergebnis |                                |
| ---------------- | ------------------------------ | -------- | ------------------------------ |
| Sa 16.04., 17:30 | SG Lok/Motor Süd-Ost Magdeburg | 21:19    | BSG SVKE Britz                 |
| Mi 20.04., 18:00 | BSG SVKE Britz                 | 21:26    | ASG Offiziershochschule Löbau  |
| Sa 23.04., 16:00 | ASG Offiziershochschule Löbau  | 19:17    | SG Lok/Motor Süd-Ost Magdeburg |
| Mi 27.04., 18:00 | SG Lok/Motor Süd-Ost Magdeburg | 22:16    | ASG Offiziershochschule Löbau  |
| Sa 30.04., 16:00 | BSG SVKE Britz                 | 21:26    | SG Lok/Motor Süd-Ost Magdeburg |
| Mi 11.05., 18:00 | ASG Offiziershochschule Löbau  | 23:19    | BSG SVKE Britz                 |

### Abschlusstabelle
| Pl. | Mannschaft                     | Sp. | S | U | N | Tore    | Diff. | Punkte |
| --- | ------------------------------ | --- | - | - | - | ------- | ----- | ------ |
| 1.  | SG Lok/Motor Süd-Ost Magdeburg | 4   | 3 | 0 | 1 | 086:750 | +11   | 06:20  |
| 2.  | ASG Offiziershochschule Löbau  | 4   | 3 | 0 | 1 | 084:790 | +5    | 06:20  |
| 3.  | BSG SVKE Britz                 | 4   | 0 | 0 | 4 | 080:960 | −16   | 0:80   |

Platzierungskriterien: 1. Punkte – 2. Direkter Vergleich (Punkte, Tordifferenz, geschossene Tore) – 3. Tordifferenz – 4. geschossene Tore

 Qualifikant für die DDR-Oberliga 1988/89 
  Qualifikant für die DDR-Liga 1988/89